# Пшеничная мука
Пшени́чная мука́ — мука, получаемая из зёрен пшеницы, самый популярный вид муки, применяемый для выпечки.
Пшеничную хлебопекарную муку в России подразделяют на сорта: экстра, крупчатка, высший, первый, второй, обойная.
В муке высшего сорта или муке «Экстра» довольно мало клейковины (не менее 28 % по ГОСТу), она имеет чисто белый цвет, используется для сдобных изделий, её часто применяют как загуститель в соусах.
Мука первого сорта используется для несдобной выпечки, изделия из неё черствеют медленнее, это основная мука для выпечки хлеба.
В муке второго сорта — до 8 % отрубей, поэтому она гораздо темнее первосортной, в России из неё делают несдобные изделия и белый хлеб, а смешав с ржаной мукой — чёрный (серый: пшенично-ржаной или ржано-пшеничный).
Из обойной муки выпекаются так называемые «цельнозерновые продукты», за счёт наличия в такой муке отрубей в продуктах из неё выше содержание клетчатки и витаминов группы B, чем в изделиях из высших сортов муки. Мука Грэма — исторически первый сорт пшеничной обойной муки, популяризированный в первой половине XIX века в США и Западной Европе с диетологическими целями.